# Euborellia annulipes
Euborellia annulipes conocida como tijereta ondulada o tijereta con rizos, es una especie de tijereta de la familia Anisolabididae.

## Descripción
Los adultos son típicamente de color marrón oscuro y de 10 mm (0,4 pulgadas) a 25 mm (1,0 pulgadas) de longitud. Es una especie sin alas y, como la mayoría de las tijeretas, las hembras son más grandes que los machos. Sus patas son de color marrón pálido y tienen una banda oscura notable alrededor de la mitad del fémur, u ocasionalmente la tibia, de ahí su nombre común. Las antenas generalmente tienen dieciséis segmentos, aunque son posibles otros números. Sus cercos comparten características similares a la mayoría de las tijeretas, ya que los cercos de los machos son más curvos que los de las hembras. Se pueden encontrar otras diferencias de sexo en el abdomen: los machos tienen diez segmentos abdominales, mientras que las hembras tienen ocho.

## Descubrimiento y hábitat
Descrita por Hippolyte Lucas en 1847. Originaria del Viejo Mundo, se sabe que la tijereta Euborellia annulipes habita en los Estados Unidos desde 1902. A lo largo de los años, ha obtenido un estatus cosmopolita, documentado en Canadá, América Central y América del Sur, Europa, India, China, Japón y otros.